# Дірк Новіцкі
Дірк Верне Новіцкі (нім. Dirk Werner Nowitzki; нар. 19 червня 1978 року) — німецький професійний баскетболіст. Протягом 21 року виступав за команду НБА «Даллас Маверікс» під 41 номером. Позиція — важкий форвард. Був вибраний на драфті НБА 1998 командою «Мілвокі Бакс» під 9 номером і відразу був обміняний в Маверікс. Зі зростом 213 см, Новіцкі займав позицію важкого форварда, але також завдяки своєму атлетизму і вмінню закидати м'ячі, він грав і на позиції центрового або легкого форварда.
Новіцкі привів Маверікс до 12 поспіль виходів в плей-оф (2001–2012), включаючи вихід у фінал в 2006 році, і вперше за історію команди до перемоги у фіналі в 2011 році. Він 11 раз брав участь у Матчі всіх зірок і 12 разів потрапляв до списку команди найкращих гравців за підсумками року, а також перший європейський гравець, який став найціннішим гравцем НБА. Він перший з команди Маверікс, за кого проголосували для делегування в команду всіх зірок НБА за підсумками року, а також є володарем кількох рекордів команди за всю її історію існування. Лише Новіцкі і ще 3 інші гравці мали в середньому 25 очок і 10 підбирань за матч плей-оф, а також тільки Новіцкі і Карім Абдул-Джаббар досягли щонайменше 30-очок і 15-підбирань в 4-х поспіль матчах плей-оф. Крім того, Новіцкі єдиний гравець за всю історію НБА, який зробив щонайменше 100 блокшотів і влучив 150 трьох-очкових кидків за один сезон НБА.
Новіцкі привів національну збірну Німеччини з баскетболу до завоювання бронзових медалей на чемпіонаті світу ФІБА 2002 і срібних медалей на Євробаскеті 2005, а також був лідером за набраними очками і отримав звання Найціннішого гравця на обох змаганнях. Видання La Gazzetta dello Sport надавала йому звання Найкращого європейського баскетболіста року протягом п'яти років поспіль з 2002 по 2006 рік, а також у 2011 році. Новіцкі отримував звання Найкращий європейський баскетболіст року Євробаскету в період з 2005 по 2008 роки, а також у 2011 році.
18 грудня 2011 року Дірка вперше було оголошено Спортперсоною року в Німеччині. В 2012 році, він став першим не американським гравцем якого було удостоєно Нагороди Спадщини Нейсміта. У 2023 році був введен до Зали Слави НБА.

## Ранні роки
Новіцкі народився в місті Вюрцбург Західної Німеччині, в спортивній сім'ї: його мати Хельга Новіцкі була професійною баскетболісткою, а його батько Йорг-Верне був гандболістом, який брав участь у матчах збірної Німеччини на найвищому міжнародному рівні. Старша сестра Дірка — Сільке Новіцкі — місцева чемпіонка з легкої атлетики, також стала баскетболісткою і зараз працює на Міжнародному телебаченні НБА. В дитинстві Новіцкі був дуже високим і часто був вищий своїх однолітків на 30 і більше сантиметрів. Спочатку він займався гандболом і тенісом, але з часом втомився від образ на кшталт «дивак» за його зріст і почав займатися баскетболом. Приєднавшись до місцевої баскетбольної команди DJK Würzburg, 15 річний Дірк привернув увагу колишнього гравця національної збірної Німеччини з баскетболу Хольгера Гешвінднера, який відразу помітив талант гравця і запропонував тренувати його індивідуально 2-3 рази на тиждень. Отримавши згоду від батьків і самого Новіцкі, Гешвінднер застосував неординарну схему тренування на своєму підопічному: багато уваги приділялося кидкам і виконанню пасу, при цьому силова і тактична підготовка відкидалися як непотріб. Більш цього, Гешвінднер заохочував Новіцкі грати на музичних інструментах і читати літературні твори, щоб він став більш різносторонньою особистістю.
Через рік тренер був настільки вражений прогресом Новіцкі, що порадив йому: «Ти повинен вирішити: чи ти хочеш грати проти найкращих гравців світу або залишитися місцевим героєм в Німеччині. Якщо ти вибереш другий варіант, то ми перестанемо тренуватися негайно ж, бо ніхто тобі не зможе завадити. Але якщо ти хочеш грати проти найкращих, ми повинні тренуватися на щоденній основі.» Обміркувавши це життєво важливе питання, через два дні Новіцкі погодився на повний графік тренувань, ставши на шлях міжнародної кар'єри. Гешвінднер дозволив Дірку тренуватися 7 днів на тиждень з гравцями DJK Würzburg, такими як Роберт Гарретт, Марвін Віллохбі і Демонд Гріні. Влітку 1994, 16 річний Новіцкі потрапив до складу DJK Würzburg.

## DJK Würzburg (1994-98)
В той час коли Новіцкі приєднався до DJK Würzburg, команда виступала в Південному Дивізіоні Другої Бундесліги. Його першим тренером був Піт Стал, який використовував Дірка частіше як забивного форварда з дистанції, який вміє влучно кидати, ніж як центрового. Сезон Другої Бундесліги 1994-95 амбітна команда DJK Würzburg завершила на невтішному 6 місці серед 12 команд; новачок Новіцкі часто був на лаві запасних і постійно боровся з поганими оцінками в школі, що змушувало його більше вчитися аніж працювати над своєю грою. В наступному сезоні Другої Бундесліги 1995-96, Новіцкі закріпився як гравець стартовою п'ятірки поряд з зірковим фінським форвардом Мартті Куізма і скоро почав регулярно набирати 10 і більше очок: після того як тренер національної збірної Німеччини з баскетболу Дірк Бауерманн побачив як Новіцкі набрав 24 очка за DJK, він заявив що «Дірк Новіцкі найвидатніший талант баскетболу Німеччини останніх 10, а може і 15 років.» DJK фінішували другими в Південному Дивізіоні, але не підвищилися в класі після програшу з рахунком 86-62 в вирішальному матчі проти BG Ludwigsburg: в тій грі, Новіцкі набрав лише 8 очок.
В сезоні Другої Бундесліги 1996-97, команду покинув найбільш результативний гравець Куізма, а новим тренером став Гешвінднер, змінивши на посту Піта Стала. Новіцкі набирав в середньому 19.4 очок за гру, привівши DJK знову до другого місця регулярного сезону, але не зміг допомогти команді підвищитися в класі. В наступному сезоні Другої Бундесліги 1997-98, Новіцкі отримав атестат, але був призваний відслужити в німецькій армії в період з 1 вересня 1997 по 30 червня 1998 року. Новіцкі описав період служби як «це були важкі часи на початку, бо ми не мали ніяких привілеїв і повинні були брати участь в усіх навчаннях… пізніше (після закінчення найінтенсивнішого курсу служби) було набагато легше.» Щодо баскетболу, то 18-річний хлопець, який виріс до 211 см, прогресував, привівши DJK до 18 перемог і 2 програшів, при цьому набираючи в середньому 28.2 очка за гру. В плей-оф DJK нарешті зламали своє прокляття і зайняли перше місце здобувши 7 перемог і програвши лише один матч, що дозволило їм підвищитися в класі. Новіцкі здобув 26 очок в вирішальному матчі проти Freiburg, який закінчився з рахунком 95-88 на користь DJK, і Дірка шляхом голосуванням було обрано «Найкращим баскетболістом Німеччини» за версією німецького журналу BASKET.
Прогрес Новіцкі був помічений за кордоном. В 1996 році Барселона хотіла підписати контракт з Новіцкі, але він відмовився переїжджати до отримання атестату. Роком пізніше, Дірк узяв участь у «Хуп Хіроу Тур» компанії Nike, граючи проти таких зірок НБА як Чарльза Барклі і Скотті Піппена. В 30 хвилинному виставковому матчі, Новіцкі переграв Барклі, навіть забив згори через нього, на що зірка НБА висловився: «Цей хлопець геній. Якщо він хоче приєднатися до НБА, він може подзвонити мені.» 29 березня 1998 року, Новіцкі був обраний для гри в Найк Хуп Саміт, одного з провідних заходів для виявлення талантів в американському баскетболі. В матчі талантів США та іншого світу, Новіцкі набрав 33 очка забивши 6 із 12 кидків, зробивши 14 підбирань і 3 перехоплення, обігравши майбутніх зірок НБА Рашарда Л'юіса і Ела Харрінгтона. Він вражав комбінацією швидкості, утримання м'яча і вмінням кидати з дистанції, і з того моменту безліч клубів з європейських ліг і з НБА хотіли його отримати в свій склад.

## Даллас Маверікс (1998-)

### Важкий старт (1998-99)
Після підвищення в класі DJK Würzburg, отримання атестату і проходження військової служби, Новіцкі дивився в бік НБА як варіанта своєї майбутньої кар'єри. Він відкинув багато пропозицій від коледжів і навпростець пішов в НБА, плануючи бути 7 вибором драфту 1998 року. Зокрема, головні тренери Бостон Селтікс та Даллас Маверікс Рік Пітіно і Дон Нельсон були дуже зацікавлені отримати Дірка в свій склад. Після 45-хвилинного приватного тренування з Пітіно, на якому Новіцкі продемонстрував свої вміння універсального закидання м'ячів, підбирання і віддавання пасу, тренер Бостона відразу порівняв його з легендою Селтікс — Ларрі Бердом. Пітіно запевнив Новіцкі, що він його вибере в Селтікс в першому раунді драфту під 10 номером.
Однак, план Пітіно провалився завдяки Нельсону, який мав 6 номер вибору. Нельсон розробив домовленості на день драфту з такими командами як Мілвокі Бакс і Фінікс Санз: Маверікс хотіли отримати Новіцкі і запасного розігруючого захисника Санз Стіва Неша; Бакс бажали отримати важкого форварда Роберта Трейлора, який за планом повинен був бути вибраний раніше Новіцкі; Санз же прагнули підписати форварда Пета Гарріті, який планувався як низький вибір першого раунду. На драфті Маверікс вибрали Трейлора під 6 номером, Бакс вибрали Новіцкі під 9 і Гарріті під 19 номером. Маверікс обміняли Трейлора в Бакс на Новіцкі і Гарріті, якого вони відправили в Санз взамін Неша.
Дивлячись на ті події з наших днів, Дон Нельсон, який в свій час також тренував Бакс, мав винятковий інстинкт для вдалого обміну, обмінявши переоцінених Трейлора і Гарріті на двох майбутніх найцінніших гравців НБА Новіцкі і Неша; крім того, новобранці стали близькими друзями. Новіцкі став лише 4 гравцем вихідцем з Німеччини за історію НБА, слідом за центровими Уве Блабом і Крістіаном Велпом, а також зірковим свінгменом Детлефом Шремпфом, якому на час прибуття Новіцкі було 35 років, виступаючи за Сієтл Супер-Сонікс. Новіцкі закінчив кар'єру в DJK Würzburg як єдиний гравець цієї команди, що потрапив в НБА.
В Далласі, Новіцкі опинився в команді, яка останнього разу потрапляла до плей-оф востаннє в 1990 році. Атакуючий захисник Майкл Фінлі був капітаном команди, до складу також входили: центровий Шон Бредлі зі зростом 229 см, вибраний під другим номером драфту; лідер за кількістю очок Цедрік Цебаллос — екс-форвард Лейкерс. Новіцкі очікував важкий старт: до сезону 1998-99, комісар НБА Девід Стерн хотів ввести межу зарплат, в результаті чого союз гравців НБА оголосив страйк, в результаті весь сезон опинився під загрозою зриву. В період страйку, Новіцкі повернувся до DJK Würzburg і зіграв 13 ігор, поки обидві сторони (союз гравців і керівництво НБА) не прийшли до пізнього компромісу, що призвело до скорочення сезону до лише 50 ігор для кожної команди із 82 запланованих на сезон.

### Марк К'юбан і «Велика трійка» (1999–2004)

#### сезон 1999–2000
В сезоні НБА 1999–2000 Дон Нельсон хотів використовувати Новіцкі як розігруючого форварда, щоб задіяти його навички віддавати пас. Однак, найважливіші події розвивалися поза ігровим майданчиком: власник Маверікс Росс Перот-молодший, який купив команду за 125 млн дол., не збирався вкладати гроші в гравців і не дуже сам розумівся на баскетболі. 4 січня 2000 року він продав Маверікс інтернет мільярдеру Марку К'юбану за 280 млн дол. К'юбан відразу інвестував в Маверікс і перебудував команду, відвідуючи кожну гру, а також купив для команди шестизірковий літак Boeing 757 за 46 млн дол., збільшивши таким чином вартість команди на 100 млн дол. Новіцкі похвалив К'юбана: «Він створив бездоганне середовище… наше завдання виходити на майданчик і здобувати тільки перемоги». Завдяки опіці Нельсона, оточенню К'юбана і своєму власному прогресу, Новіцкі покращив свої показники гри. В свій другий рік він здобував в середньому за матч 17.5 очок, 6.5 підбирань і 2.5 передачі, проводячи 35.8 хвилин за команду на паркеті. При цьому у нього було 9 ігор в яких він здобув дабл-дабл, а також двічі досягнув кар'єрного максимуму очок за гру — 32 очка. Він зайняв другу позицію після Джалена Роуза в опитуванні на звання Найбільш прогресуючого гравця, а також потрапив до збірної всіх зірок НБА Другорічок — разом з такими гравцями як Пол Пірс та Вінс Картер. В традиційному матчі Новачки проти Другорічок, Дірк набрав 17 очок, 6 підбирань і 4 результативні передачі, хоча команда і програла в овертаймі Новачкам під проводом Стіва Френсіса і Ламара Одома. Новіцкі також був обраний для участі в конкурсі трьох-очкових кидків, ставши зі зростом 213 см — найвищим гравцем за історію конкурсу. Влучивши 15 кидків в першому турі — він потрапив до фіналу, в якому зайняв 2 позицію поступившись Джеффу Хорнацеку. Поки Дірк вдосконалював свої вміння, Маверікс не пройшли до плей-оф після посереднього сезону — вигравши 40 і програвши 42 зустрічі.

#### сезон 2000-01
В сезоні НБА 2000-01 продовжив вдосконалення своїх показників, набираючи рекордні 21.8 очок, 9.2 підбирання і 2.1 паси за гру. Граючи на позиції важкого форварда, він став другим гравцем за історію НБА після Роберт Хоррі, який закинув більше 100 трьох-очкових кидків (151) і зробив більше 100 блокшотів (101) за регулярний сезон. На знак своєї зростаючої важливості, він разом з капітаном команди Фінлі, став гравцем Маверікс, який грав у всіх 82 іграх і мав 10 ігор, в яких він набрав не менше 30 очок. Новіцкі став першим гравцем Маверікс, якого шляхом голосування було обрано до складу третьої збірної всіх зірок НБА. Крім того, його найкращий друг Стів Неш став цінним розігруючим захисником, а також Майкл Фінлі заробив рекорду кількість очок, в результаті чого експерти дали їх назву «Велика Трійця» Даллас Маверікс.
Завдяки рекордним 53 перемогам за сезон, Маверікс потрапили до плей-оф вперше з 1990 року. Посівши 5 місце в турнірній таблиці, в плей-оф вони зустрілися з Ютою Джаз під проводом лідера за кількістю результативних передач за історію НБА Джона Стоктона і віце-лідера за кількістю очок за історію НБА Карла Мелоуна. Після програшу перших двох ігор, Новіцкі здобув 33 очка в третій і четвертій грі, таким чином допомігши команді виграти ці ігри і зрівняти рахунок в серії плей-оф. В п'ятій грі Маверікс були позаду майже всю гру доки Кельвін Бус не закинув двох-очковий кидок, завдяки чому Маверікс вийшли вперед 84 на 83 за 9.8 секунд до кінця матчу. Гравці Джаз Брайан Рассел і Карл Мелоун не змогли реалізувати свої кидки на останніх секундах матчу, тому Маверікс виграли. В наступному раунді плей-оф на них очікували Сан-Антоніо Сперс. Маверікс програли перші 3 гри, а Новіцкі захворів на грип, а пізніше втратив зуба в результаті зіткнення з захисником Сперс Террі Портером. Після виграшу четвертого матчу, Новіцкі здобув 42 очки і 18 підбирань в п'ятому матчі, що не допомогло команді і Мавс програли з рахунком 105-87. Видання Sports Illustrated зазначило що гравці Маверікс погано реалізовували свої кидки у п'ятій грі, але звеличували досягнення Новіцкі, який заробив рекордні 42 очки в своїй кар'єрі за плей-оф. Дірк висловився так: «Виліт з плей-оф — такий результат завершення сезону мене розчаровує».

#### сезон 2001-02
Напередодні сезону НБА 2001-02, Новіцкі підписав новий контракт на 6 років, згідно з яким він отримає 90 млн дол., що зробило його другим найоплачуванішим німецьким спортсменом після чемпіона Формули-1 Міхаеля Шумахера. Дірк продовжив вдосконалюватися, набираючи в середньому 23.4 очка, 9.9 підбирань і 2.4 результативні передачі за гру, а також був обраний на Матч всіх зірок і в Другу збірну всіх зірок НБА. Також він провів 13 ігор в яких набирав щонайменше 30 очок і 10 підбирань, за цим показником він поступився лише Шакіл О'Нілу і Тіму Данкану. За підтримки нового гравця Ніка Ван Екселя, який став найрезультативнішим шостим гравцем, «Велика Трійка» Маверікс впевнено потрапила до плей-оф з оновленим рекордом: 57 перемог і 25 поразок за сезон.
Маверікс без проблем пройшли Міннесоту Тімбервулвз під проводом Кевіна Гарнетта в першому раунді плей-оф вигравши 3 зустрічі: Новіцкі в середньому набирав 33.3 очка за гру проти 24.0 Гарнетта. В другому раунді, Маверікс зустрілися з командою Сакраменто Кінґс яку він за собою Кріс Веббер. Програвши перші дві гри, головний тренер Кінґс Рік Адельман змінив схему захисту: раніше Веббер захищався проти Новіцкі один-на-один, але тепер тренер Кінґс призначив меншого, але швидшого гравця, Гедо Тюркоглу стримувати Дірка. Туркоглу повинен був використовувати свою спритність, щоб стримувати Новіцкі, і якщо Дірк пробував обіграти Туркоглу, Веббер повинен допомагати захищатися проти Новіцкі. В третій грі в Далласі, Маверікс програли з рахунком 125–119; Новіцкі здобув лише 19 очок, прокоментувавши це так: «Я просто не зміг пройти Туркоглу, а коли проходив — то мене стримували інші гравців, що призводило до втрат м'яча.» В четвертій грі, ще більше роздратування очікувало Дірка: Маверікс були позаду на 14 очок, попри те що стартовий центровий Владе Дівац, важкий форвард Кріс Веббер і легкий форвард Предраг Стоякович вибули на початку матчу. Новіцкі не закинув два потенційно вирішальних гру кидки, в результаті Маверікс програли з рахунком 115–113. В п'ятій грі, розчаровані Мавс не змогли протистояти піднесеним Кінґс, програвши з рахунком 114–101 і знову вибули з плей-оф. Серед інших видань, сайт nba.com відмітив, що захист Кінґс був кращий ніж у Маверікс: в п'яти іграх, згідно зі статистикою, Сакраменто зробило на 115 більше кидків з подвійного кроку ніж Маверікс — це означає що Кінґс заробляло більше в середньому на 23 простих кидки (46 очок) за гру. Однак, Новіцкі отримав втішну нагороду: шляхом голосування видання La Gazzetta dello Sport присудило йому звання «Найкращий європейський баскетболіст року».

#### сезон 2002-03
Перед сезоном НБА 2002-03, Дон Нельсон і Марк К'юбан приділяли більше уваги на тренуваннях захисту, плідно працюючи над зонним захистом з такими вмілими виконавцями блокшотів як Раф ЛаФренц і Шон Бредлі. Маверікс виграли 11 стартових зустрічей, а Фінлі, Неш і Новіцкі були номіновані на «Гравеця місяця Західної Конференції» в листопаді 2002. В цьому сезоні, Новіцкі підвищив свої показники набираючи 25.1 очок, 9.9 підбирань і 3.0 результативних передач в середньому за гру. Крім того, Дірк здобув дабл-дабл в 41 матчі, посівши 7 місце серед лідерів за цим показником за сезон. Він став першим європейським гравцем який набрав 2000 і більше очок за сезон в НБА. Також його знову обрали на Матч всіх зірок і в Другу збірну всіх зірок НБА, а також зайняв другу позицію в голосуванні за найкращого спортсмена року Німеччини, поступившись лижному стрибуну з трампліна Свену Ханнавальду. Новіцкі привів Маверікс до рекорду команди, здобувши 60 перемог при 22 поразках за сезон, що дозволило їм посісти 3 місце в конференції за підсумками року — в результаті цього вони зустрілися в плейоф з командою Портланд Трейл-Блейзерс. Згідно з новими правилами, команди грали до 4 перемог замість 3; Маверікс легко виграло перші 3 гри, але втративши ритм програли наступні 3. В сьомій грі, Портланд тримався близько, але Новіцкі закинув трьох-очковий довівши рахунок до 100-94 за 1 хвилину і 21 секунду до завершення і Мавс виграли з рахунком 107-95. «Це був найважливіший кидок в моїй кар'єрі», зауважив він після матчу, «Я був не готовий іти на відпочинок так рано.» Пізніше він додав в інтерв'ю ESPN: «Ми повинні бути більш сильні під кільцем і підбирати м'яч. Ми важко працювали весь сезон, щоб отримати перевагу власного майданчику і ми використали цю перевагу сьогодні.»
В наступному раунді Маверікс знову зустрілися із Кінґс. Після домашньої поразки 124–113 в першій грі, Новіцкі з 25 очками і Ван Ексель з лави запасних з 36 очками привели Даллас до неймовірної перемоги в другому матчі з рахунком 132–110, в якій Маверікс набрали 83 очка за першу половину зустрічі. Завдяки тому що зірковий форвард Кінґс Веббер травмував меніск, Новіцкі і Ван Ексель привели Маверікс до перемоги у третій грі в овертаймі з рахунком 141–137, але програли наступну з рахунком 99-83, в якій Новіцкі здобув лише 11 очок і був вигнаний за агресивний удар по стійці з рушниками. Наступні дві гри команди виграли почергово, але в заключній сьомій грі Новіцкі здобув 30 очок, 19 підбирань при цьому добре захищаючись, що привело до перемоги Маверікс з рахунком 112-99 і виходу до наступного раунду плейоф. ESPN звеличило Новіцкі як «Великий ДІ», після перемоги в 7 матчі і німець додав: «Ми навчилися як треба вигравати подібні кінцівки.»
В фіналі Західної Конференції Маверікс знову зустрілися зі Сперс. В першій грі в Сан-Антоніо, Новіцкі здобув 38 очок і привів команду до перемоги з рахунком 113–110. В другій грі, Данкан швидко змусив Новціків нафолити і Сперс зрівняли серію, вигравши з рахунком 132–110. В третій грі, Новіцкі при підбиранні зіткнувся з гравцем Сперс Ману Джинобілі, що призвело до травми коліна і вибуття з гри: без свого найрезультативнішого гравця, Маверікс намагалися боротися і були позаду в серії 3-2, допоки форвард Сперс Стів Керр не вийшов в шостій грі на майданчик з лави запасних: він допоміг перемогти Сан-Антоніо з рахунком 90-78, тим самим завершивши виступ Маверікс в плейоф. Пізніше Дон Нельсон дав такі коментарі: «Ми грали так добре і довго, що забулися і відразу впали до долу… Ми охололи не в той час.» Новіцкі принесла небагато втіхи нагорода «Найкращого європейського баскетболіста року» і «Найкращий європейського баскетболіста» за підсумками року на основі голосів генеральних менеджерів НБА.

#### сезон 2003-04
В сезоні НБА 2003-04, К'юбан і Нельсон вирішили додати більше гравців атакувального плану до складу команди. В результаті, Маверікс підписало угоду з зірковим форвардом Голден-Стейт Ворріорс Антуаном Джеймісоном і Антуаном Волкером з Бостон Селтікс (втративши при цих угодах Ван екселя, Кріса Міллса, Данні Фортсона, Їрі Велша і Рафа ЛаФренца). Баскетбольні експерти були занепокоєні втратою основного центрового ЛаФренца, тому що вони не мали заміни для цієї позиції, тому що запасний центровий Шон Бредлі не міг допомогти команді. Без змоги отримання нового центрового, Нельсон вирішив поставити на цю позицію Новіцкі, а Волкера на позицію Дірка, при цьому випускаючи Джейміона високо-результативним шостим гравцем. Для освоєння на новій позиції Новіцкі набрав 9.1 кг м'язової маси за літо, пожертвувавши своєю спритністю, виділивши увагу більше на захист, ніж на атаку: в результаті, його показники зменшилася вперше за кар'єру до 21.8 очок, 8.7 підбирань і 2.7 результативних передач в середньому за гру, що не завадило йому лідирувати в команді за кількістю очок, підбирань, перехоплень (1.2) і блокшотів (1.35). Ці показники допомогли йому потрапити на Матч всіх зірок і в Третю збірну всіх зірок НБА. Завершивши сезон з 52 перемогами і 32 поразками, Маверікс знову зустрілися з Сакраменто Кінґс в плейоф, але вибули після 5 гри.

### Лідер команди (2004-)

#### сезон 2004-05
Перед сезоном НБА 2004-05 Маверікс знову змінили склад. Центровий Ерік Дамп'єр був підписаний з Голден-Стейт Ворріорс, при цьому близький друг Новіцкі Стів Неш залишив Даллас і повернувся в Фінікс Санз на правах вільного агента. По ходу сезону, головний тренер Дон Нельсон пішов у відставку і місце зайняв його колишній асистент Евері Джонсон. У розпал цих змін, Новіцкі покращив свої ігрові показники і здобував 26.1 очок (рекорд за кар'єру), 9.7 підбирань, 1.5 блокшотів і 3.1 (рекорд за кар'єру) результативних передач в середньому за гру. Крім того, Новіцкі здобував щонайменше 10 очок в кожній грі і став одним з чотирьох гравців за історію НБА, які набирали 1.2 перехоплень і блокшотів в середньому за гру. В цей сезон він також набрав не менше 2000 очок; його 26.1 очок в середньому за гру стали новим рекордом для гравця з Європи. 2 грудня 2004 року, Новіцкі здобув 53 очка в матчі з овертаймом проти Х'юстон Рокетс, що стало його рекордом за кар'єру. В результаті, Новіцкі був обраний до Першої збірної всіх зірок НБА вперше в кар'єрі, а також він став першим гравцем який досяг цього, при цьому не навчаючись у навчальних закладах США. Він також посів третє місце в голосуванні за Найціннішого гравця НБА, поступившись Нешу і Шакілу О'Нілу.
Однак, Маверікс очікувала нелегка доля в плейоф НБА 2005. В першому раунді, Даллас зустрівся з Х'юстон Рокетс на чолі з найрезультативнішим гравцем сезону Трейсі Макгреді і 229 сантиметровим центровим Яо Мінем, тому від Новіцкі очікували високих показників, зважаючи на те, що захищатися проти нього мав Раян Боуен: сайт nba.com написав так — «переоцінений» Боуен проти німця. Однак, Боуен обмежив Новіцкі до 21 очка в першій грі і 26 очок в другій, пізніше влучивши 8 з 26 кидків з поля. Рокетс повели в серії 2-0, після чого Маверікс виграли 3 гри поспіль. Програвши шосту гру, Даллас переконливо здобув перемогу в сьомій грі, тим самим вигравши серію, попри проблеми з кидками у Новіцкі. В півфіналі Західної Конференції, Маверікс зустрілися з Фінікс Санз, в якому виступав Неш. Почергово кожна вигравши перші чотири матчі, Сазн виграли останні два, завершивши серію на свою користь. В заключній шостій грі, Маверікс програли в овертаймі, при цьому Новіцкі знову був не в найкращій формі: він здобув 28 очок, але закинув лише 9 з 25 кидків; крім того, він явно був роздратований і неодноразово кричав на своїх товаришів по команді, а також не влучив жодного з 5 своїх кидків в овертаймі.

#### сезон 2005-06
Перед сезоном НБА 2005-06, капітан Маверікс ветеран Майкл Фінлі влітку покинув команду, в результаті від «Великої Трійки» залишився лише Новіцкі. Новіцкі розквітнув як єдиний лідер команди, здобуваючи 26,6 очка, 9,0 підбирань і 2,8 результативних передач в середньому за гру. Це був 3-й сезон, у якому він здобув щонайменше 2000 очок, при цьому показник в 26,6 очка в середньому за гру був рекордом для гравців з Європи. Він покращив відсоток влучень двох-очкових кидків до 48,0%, трьох-очкових до 40,6% і зі штрафні до 90,1%. На конкурсі трьох-очкових кидків матчу всіх зірок НБА, що проходив в Х'юстоні, Новіцкі набрав 18 очок і переміг в змаганні, здолавши таким чином захисників Рея Аллена з СуперсСонікс і Гілберта Арінаса з Візардс.
Новіцкі з Далласом виграли 60 ігор за сезон, що дозволило їм посісти 3-тє місце в лізі, за торішніми чемпіонами: НБА — Сан-Антоніо Сперс; Східної Конференції — Детройт Пістонс. Він знову посів третє місце в голосуванні за Найціннішого гравця НБА, поступившись цього разу Нешу і Леброну Джеймсу. Також Новіцкі знову був обраний до Першої збірної всіх зірок НБА. Новіцкі підтвердив свій статус суперзірки протягом плейоф здобуваючи 27.0 очок, 11.7 підбирань і 2.9 результативних передач за гру. Маверікс без проблем пройшли Мемфіс Ґріззліс вигравши серію 4-0, при цьому Новіцкі показував неймовірну гру, закидаючи важливі трьох-очкові кидки в третій грі, що призвело до овертайму і виграшу Далласу в ньому. В наступному раунді Маверікс знову грали проти Сан-Антоніо Сперс. Команди почергово виграли по 3 зустрічі, в сьомій заключній грі Мавс мали перевагу в 20 очок, пізніше розгубили її, а потім гравець Сперс Ману Джинобілі зломив рівний рахунок по 101, закинувши трьох-очковий за 3 хвилини і 30 секунд до кінця зустрічі. В наступній атаці, Новіцкі закинув 3 очка вирівнявши рахунок по 104. В результаті, Маверікс виграли 119–111, при цьому Новіцкі здобув за матч 37 очок і 15 підбирань. Пізніше Новіцкі дав такі коментарі: «Не знаю як я влучив. Ману вдарив мені по руці. Це була удача.»
Маверікс пройшовши до фіналу Західної Конференції, де знову зустрілися із Санз. Новіцкі набрав 50 очок і привів команду до перемоги в важливій 5-й грі, зрівнявши серію до 2-2; Маверікс виграли наступні два матчі і потрапили у фінал НБА, де на них очікували Маямі Гіт. Новіцкі висловився так: «Протягом сезони команда добре грала на виїзді, ми вірили один в одного. В сезоні у нас були як злети, так і падіння, але в плейоф ми повинні показати свої серця і грати разом.» Коментуючи гру Новіцкі, журналіст ESPN Біл Сіммонс зауважив: «Дірк грає на найвищому рівні серед форвардів з часів Берда». Маверікс повели в серії 2-0, але розгубили 15 очкову перевагу в 3 грі і програли під натиском результативного гравця Гіт і майбутнього Найціннішого гравця Фіналу НБА Двейном Вейдом: Вейд набирав щонайменше 36 очок в наступних 4 матчах, в яких перемогу здобували Гіт. Новіцкі влучив лише 20 з 55 кидків в останніх 3-х матчах, в результаті Хіт виграли серію з рахунком 4-2. ESPN розкритикувало Дірка зауваживши: «Очевидно… не найкраща його серія матчів» і додало: «Поразка в третій грі була важкою і це змінило весь хід серії… Після цієї гри, гравці Хіт відчули впевненість. Вони почали грати набагато краще.»

#### сезон 2006-07
В сезоні НБА 2006-07 Новіцкі отримав звання Найціннішого гравця НБА. Він оновив рекорд відсотка влучання двох-очкових кидків — 50,2%, а також здобував 24.6 очок, 8.9 підбирань і 3.4 результативних передач в середньому за гру, привівши Даллас до рекордних 67 перемог за сезон, що дозволило команді посісти 1 місце в лізі. Новіцкі отримав багато уваги через нагороду Найціннішого гравця, тому від Маверікс під його проводом очікували легкої перемоги в серії з Голден-Стейт Ворріорс, які посіли восьме місце в Західній Конференції, попри те, що Воррорс виграли всі три поєдинки в регулярному сезоні. Однак, Маверікс програли серію з рахунком 4-2, таким чином команда яка зайняла 1 місце програла команді яка посіла 8 місце в конференції вперше за історію 7-матчевих серій НБА. В останній шостій грі, Новіцкі реалізував лише 2 з 13 двох-очкових кидків, загалом заробивши 8 очок. Новіцкі, проти якого захищався Стівен Джексон, набирав в середньому за матч на 5 очок менше ніж за сезон, і влучав з 38,2% двох-очкових в порівнянні з 50.2 за сезон. Дірк описав цю поразку як найгірший результат своєї кар'єри: «Я не збіг проявити себе належним чином в цій серії. Тому я і розчарований.» Не зважаючи на поразку в плейоф, Новіцкі здобув звання Найціннішого гравця НБА випередивши більше ніж на 100 голосів свого давнього приятеля і торішнього власника цієї нагороди — Стіва Неша. Він також став першим європейцем, хто удостоївся цієї нагороди.

#### сезон 2007-08
В сезоні НБА 2007-08 Новіцкі і Маверікс знову покинули плейоф в першому ж раунді. Не зважаючи на перехід в команду зіркового ветерана Джейсона Кідда, Маверікс зайняли лише 7 місце в високо конкурентній Західній Конференції. Новіцкі здобував 23.6 очок, 8.6 підбирань і рекордні в кар'єрі 3.5 результативних передач в середньому за гру регулярного сезону. В плейоф на них очікувала команда Нью-Орлінс Горнетс під проводом молодої зірки Кріса Пола, яка перемогла в серії з рахунком 4-1. Поразка в плейоф призвела до звільнення Евері Джонсона з поста головного тренера і призначення на цю посаду Ріка Карлайла. З позитивних моментів цього сезону для Новіцкі, можна виокремити: його перший в кар'єрі трипл-дабл в матчі проти Мілвокі Бакс, який відбувся 6 лютого 2008 року — Дірк здобув 29 очок, 10 підбирань і рекордні в кар'єрі 12 результативних передачі; а також 8 березня 2008 року в матчі проти Нью-Джерсі Нетс Новіцкі здобув 34 очка, що допомогло йому випередити Роландо Блекмена з його 16,644 очками і стати найрезультативнішим гравцем Маверікс за історію існування команди.

#### сезон 2008-09
В сезоні НБА 2008-09 Новіцкі здобував 25.9 очок, 8.4 підбирань і 2.4 результативних передач в середньому за гру. Він зайняв четверте місце в лізі за кількістю набраних очок за сезон, а також він вчетверте був обраний в Першу збірну всіх зірок НБА. Також його в восьме було обрано на Матч всіх зірок НБА. Новіцкі з командою не без проблемам пробилися до плейоф, посівши 6 позицію в конференції. В плейоф Дірк з Маверікс засмутили давнього суперника Сан-Антоніо Сперс, переконливо вигравши серію з рахунком 4-1. Однак в наступному раунді Маверікс так само легко програли Денвер Наггетс з рахунком 4-1 — в цій серії матчів Новіцкі набирав 34.4 очок, 11.6 підбирань і 4 результативних передач в середньому за матч.

#### сезон 2009-10
В сезоні НБА 2009-10 Маверікс зайняли 2 місце в Західній Конференції — це був 10 поспіль сезон в якому вони здобували щонайменше 50 перемог. Важливим поповненням складу команди стали учасники Матчу всіх зірок Шон Меріон і Керон Батлер, які перейшли в команду в середині сезону. 13 січня 2010 року Новіцкі зайняв 34 місце серед найрезультативніших гравців за історію НБА і першим європейцем, який подолав відмітку в 20000 очок за кар'єру, закінчивши сезон здобуваючи 25.0 очок, 7.7 підбирань, 2.7 результативних передач і 1.0 блокшотів в середньому за гру. Він вдев'яте за свою кар'єру був обраний на Матч всіх зірок НБА. Маверікс знову зустрілися з Сан-Антоніо Сперс в першому раунді плейоф, але втретє за останні чотири сезони, вони не змогли пройти до наступного раунду плейоф. Новіцкі був єдиним гравцем команди, який здобував 26.7 очок в середньому за матч в плейоф, в той час як Джейсон Террі — другий в команді за кількістю очок за матч, набирав лише 12.7 очок в порівняні до 16.6 очок в середньому за гру в регулярному сезоні. 5 липня 2010 року Новіцкі будучи вільним агентом погодився на новий контракт за яким він отримував 80 млн дол. за 4 роки і залишився в складі Даллас Маверікс.

#### сезон 2010-11 (Здобуття чемпіонського персня)
Найбільш значущою зміною в складі команди сезону НБА 2010-11 став перехід Тайсона Чендлера. Новіцкі травмувався посеред сезону, в результаті Маверікс видали рекордну кількість поразок за період, що стало рекордом останньої десятирічки. Новіцкі завершив сезон з показниками в 23.0 очок, 7.0 підбирань і 3.0 результативних передач в середньому за гру. Не зважаючи на пропущені 9 матчів, Новіцкі вдесяте був обраний на Матч всіх зірок. Маверікс завершили сезон з 57 перемогами, посівши 3 місце в конференції позаду Сперс і Лейкерс. По ходу плейоф, попри 3 місце в конференції, багато хто передбачав, що Даллас програє в першому раунді Портланду, особливо після того як в четвертому матчі Маверікс розгубили перевагу в 23 очка в четвертій чверті і програли матч, в результаті чого рахунок в серії став 2-2. Однак, Даллас впевнено виграв наступні дві зустрічі і пройшов до наступного раунду, де на них очікували чемпіони НБА останніх двох років Лейкерс на чолі з головним тренером Філом Джексоном, який проводив свій останній рік як тренер в НБА. Даллас знищив Лейкерс вигравши серію з рахунком 4-0. В фіналі конференції на них очікували Оклахома-Сіті Тандер під проводом зіркових Кевіна Дюранта і Рассела Вестбрука. В першій грі, Новіцкі здобув 48 очок влучивши 12 з 15 двох-очкових кидків і встановив рекорд НБА за кількістю влучених поспіль штрафних кидків за гру — влучивши 24. В четвертій грі, при цьому Даллас вів в серії 2-1, Новіцкі здобув 40 очок і допоміг команді, яка в четвертій чверті програвала 99-84 за 5 хвилин до закінчення матчу, виграти з рахунком 112–105 в овертаймі, таким чином зробивши рахунок в серії 3-1. Даллас і 5 грі зміг схилити шальки на свою користь, програючи в заключній чверті, таким чином виграти серію і титул чемпіонів Західної Конференції. В фіналі НБА 2011 року Мавс знову зустрілися з Гіт, в складі якої вирізнялося так зване «Велике Тріо» зірок НБА: Двейн Вейд, а також Леброн Джеймс і Кріс Бош, які приєдналися до команди перед початком сезону. По ходу 1 першого матчу, який виграли Гіт, Новіцкі розірвав сухожилля середнього пальця лівої руки, однак, МРТ показало що все в нормі, тому Дірк заявив що травна не вплине на результати. В другій грі він привів Даллас, який програвав по ходу четвертої чверті 88-73, до перемоги, зробивши рахунок в серії 1-1. Маямі повело 2-1 в серії, вигравши 3 матч, в якому Новіцкі не влучив кидок, який міг би перевести гру в овертайм. Попри лихоманку і температуру 38.3 Новіцкі закинув переможний кидок в четвертій грі і Мавс знову вирівняли серію до 2-2. Його гру порівняли з грою Майкла Джордан в фіналі НБА 1997 року у матчі з Ютою Джаз, який назвали «Грип Гра». Даллас виграв наступні дві гри, в заключних чвертях яких Новіцкі набирав щонайменше 10 очок, що привело команду до першої в своїй історії перемозі в фіналі НБА. За шість матчів серії, Новіцкі набрав загалом 62 очка в четвертих чвертях, що майже дорівнювало сумарному показнику Джеймса і Вейда. Йому вручили нагороду найціннішого гравця Фіналу НБА, таким чином він став одним з 10 гравців за історію НБА, які здобули чемпіонство НБА, нагороди найціннішого гравця фіналу і регулярного сезону НБА, а також не менше 10 разів обиралися на Матч всіх зірок НБА. Новіцкі завершив серію плейоф набираючи 27.7 очок, 8.1 підбирань і 2.5 результативні передачі в середньому за 21 проведену гру.

#### сезон 2011-12
В той час, коли Даллас святкував перемогу в фіналі НБА, в самій лізі на наступний сезон був оголошений локаут, тобто сезон був скасований до моменту досягнення домовленостей між профспілками гравців і керівництвом Ліги, який закінчився 8 грудня 2011 року. Торішні чемпіони втратили таких фундаментальних гравців як: Дешон Стівенсон, Хосе Хуан Бареа, Предраг Стоякович і Тайсон Чендлер, при цьому до складу команди увійшли вільні агенти: Вінс Картер, Ламар Одом і Делонте Вест. Маверікс провели лише 2 передсезонні гри, що призвело до повільного старту Новіцкі. Пізніше він став 98 гравцем за історію НБА, який провів щонайменше 1000 матчів. Новіцкі отримав свій чемпіонський перстень 25 січня 2012 року. Здобувши 23335-те очко, Новіцкі обійшов Роберта Періша в списку найрезультативніших гравців за історію НБА, посівши таким чином 20 місце. Пізніше Дірк здобув своє двадцяти чотирьох тисячне очко в матчі проти Лейкерс 15 квітня 2012 року, таким чином він обійшов Чарльза Барклі в списку найрезультативніших гравців за історію НБА, посівши таким чином 19 місце. Блокшот кидка гравця Селтікс Ейвері Бредлі виявися для Новіцкі тисячним за кар'єру. Він став лише 3 гравцем за історію НБА, який реалізував щонайменше 1000 трьох-очкових кидків і 1000 блокшотів, склавши компанію Кліффорду Робінсону і Рашиду Воллесу. Новіцкі в одинадцяте за кар'єру був обраний на Матч всіх зірок, який цього разу проходив в Орландо. Дірк здобув 31 очку в другій половині зустрічі з командою Рокет 18 квітня 2012 року, включаючи 21 очко в четвертій чверті. Цей показник став третім за історію існування команди по результативності гравця Маверікс в другій половині зустрічі. Показник в 21 очко в заключній чверті також став третім за історію існування команди по результативності гравця Маверікс в четвертій чверті зустрічі, а також для самого Дірка. Новіцкі був найрезультативнішим гравцем Маверікс 45 матчів за сезон. 30 березня в матчі проти Орландо Меджик в якому Маверікс були позаду на 15 очок, Дірк привів до перемоги команди, при цьому закинув переможний кидок. Серія Новіцкі в здобутті щонайменше 1500 очок за сезон, яка продовжувалася протягом 11 сезонів поспіль, завершилася коли він закінчив скорочений через локаут сезон з показником в 1342 очка. Мавс закінчили сезон на 7 сходинці Західної Конференції і в першому раунді плейоф на них очікувала Оклахома-Сіті Тандер. Маверікс впевнено програли всі 4 зустрічі Тандер, таким чином закінчивши свій виступ в плей-оф 2012.

#### сезон 2012-13
Не змігши підписати контракт з вільними зірковими гравцями Дероном Вільямсом і Стівом Нешем, Маверікс перебудували свій склад: команду залишили Джейсон Кідд, Джейсон Террі і Брендан Гейвуд, натомість до команди приєдналися молоді О Джей Мейо, Даррен Коллісон, а також ветерани Кріс Кейман і Елтон Бренд. Новіцкі планував дограти за своїм контрактом, який закінчується в 2014 році. Новіцкі довелося лягти на операцію щодо колін в жовтні 2012 року, що призвело до не участі в 27 матчах сезону. Він повернувся в стрій 23 грудня 2012 року, в матчі проти Сан-Антоніо Сперс.

## Міжнародна кар'єра
Новіцкі виступав за чоловічу національну збірну Німеччини з баскетболу починаючи з 1997 року. В дебютному для себе турнірі на Чемпіонаті Європи з баскетболу 1999 року, 21 річний Дірк був основним гравцем атаки Німеччини, але збірна в підсумку зайняла лише 7 місце в таблиці і не змогла кваліфікуватися на Олімпійські ігри 2000 року в Сіднеї. На Чемпіонаті Європи з баскетболу 2001 року, Новіцкі був найрезультативнішим гравцем турніру здобуваючи 28.7 очок в середньому за матч і трохи програв в голосуванні на звання Найціннішого гравця турніру сербському гравцю Предрагу Стояковичу. Збірна Німеччини досягла півфіналу турніру і була близька до перемоги в матчі зі збірною Туреччини, але трьох-очковий кидок Хедо Туркоглу перевів гру в овертайм, в якому турки здобули перемогу. У втішному фіналі за бронзові медалі, німці програла збірній Іспанії і не змогли завоювати медалей. Не зважаючи на це, здобуваючи 28.7 очок і 9.1 підбирань в середньому за гру, Новіцкі лідером турніру по цим показникам і був обраний в команду найкращих за підсумками турніру. В Німеччині за грою своєї збірної з баскетболу спостерігали по телебаченню рекордні на ті часи 3.7 млн глядачів.
Новіцкі нарешті здобув перші медалі в складі збірної, привівши команду Німеччини до бронзових медалей Чемпіонату світу з баскетболу 2002 року. В чвертьфіналі німці грали в матчі проти збірної Іспанії на чолі з По Газолем, іспанці вели з рахунком 52-46 після перших трьох чвертей, але Новіцкі здобув 10 очок в заключній чверті і привів Німеччину до перемоги з рахунком 70-62. В півфіналі німці грали в матчі проти збірної Аргентини на чолі з Ману Джинобілі, але незважаючи на перевагу в рахунку 74-69 за чотири хвилини до кінця матчу і те що збірну Аргентини через травму стопи залишив Джинобілі, збірна Німеччини програла з рахунком 86-80. Однак, у втішному фіналі німці виграли у збірної Нової Зеландії з рахунком 117-94 і тим самим забезпечили собі бронзові медалі турніру, при цьому найрезультативніший гравець турніру Новіцкі, який здобував в середньому 24.0 очок за матч, отримав титул Найціннішого гравцями турніру. В Німеччині за грою своєї збірної з баскетболу спостерігали по телебаченню рекордні на всі часи 4 млн глядачів.
Чемпіонат Європи з баскетболу 2003 року став одним з найбільших розчарувань для Новіцкі і всього складу збірної Німеччини з баскетболу. В підготовчій грі, Дірк зазнав травми стопи після зіткнення з гравцем збірної Франції Флорентом Піетрусом — в результаті, Новіцкі грав невміло і був ціллю для серйозних фолів. В вирішальному матчі другого раунду проти збірної Італії (тільки переможець мав змогу продовжити боротьбу за медалі), Німеччина поступилася з рахунком 86-84, завершивши турнір на 9 сходинці, що не дозволило їм кваліфікуватися на Олімпійські ігри 2004 в Афінах. Новіцкі здобував 22.5 очок в середньому за матч (3-й показник по турніру), але в цілому було помітно відсутність його домінування через травму.
На Чемпіонаті Європи з баскетболу 2005 року Новіцкі повернувся до своєї чудової форми. Він несподівано для інших привів ослаблу збірну Німеччини до фіналу, перемігши фаворитів збірну Словенії в чвертьфіналі і збірну Іспанії в півфіналі. Європейські експерти високо оцінили Новіцкі в обох матчах: проти словенців (76-62) форвард здобув 22 очка і дав такі коментарі: «Словенці недооцінили нас. Вони казали що хотіли, щоб ми трапилися їм в чвертьфіналі — це було їх помилкою, не треба такого бажати.» В матчі проти іспанців (74-73), Новіцкі здобув 27 очок і закинув вирішальний кидок через Гарбайоса за 3.9 секунд до кінця матчу, Дірк пізніше прокоментував це так: «Це було неймовірно. Гарбайоса намагався виштовхнути за межі майданчику, а я цим скористався.» Незважаючи на поразку в фіналі збірній Греції з рахунком 78-62, Новіцкі став найрезультативнішим гравцем турніру здобуваючи 26.7 очок 10.8 підбирань і 1.8 блокшотів в середньому за матч і був обраний Найціннішим гравцем турніру. Коли його замінили а кінцівці матчу, Новіцкі аплодували стоячи натовп, і пізніше він згадав це як «найкращий момент (своєї) кар'єри». На Чемпіонаті світу з баскетболу 2006 року збірна Німеччини під проводом Новіцкі посіла 8 місце, Дірк прокоментував це так: «Нам не пощастило. Але в цілому, зайняти восьму сходинку в світі не так вже і погано.»
На Чемпіонаті Європи з баскетболу 2007 року, команди які зайняли перші три сходинки автоматично потрапляли на Олімпійські ігри 2008 в Пекіні, збірна Німеччині під проводом Новіцкі зайняла 5 місце. Він був лідером за кількістю очок (24.0) здобутих в середньому за гру. П'яте місце означало, що збірній Німеччині необхідно було, для участі в Олімпійських іграх 2008, пройти кваліфікаційний турнір. Новіцкі ввів Німеччину в вирішальному матчі проти збірної Пуерто-Рико за останню путівку на олімпіаду. В тому матчі, він набрав 32 очки, що мало велике значення в підсумковій перемозі 96-82, що дозволило збірній Німеччини з баскетболу вперше потрапити на олімпіаду з 1992 року. Новіцкі був обраний прапороносцем олімпійської збірної Німеччини на церемонії відкриття Олімпійських ігор 2008. В підсумку збірна Німеччини з баскетболу посіла 10 місце, при цьому Новіцкі здобував 17.0 очок і 7.6 підбирань в середньому за матч на турнірі. Новіцкі пропустив Чемпіонаті Європи з баскетболу 2009 року, а також Чемпіонат світу з баскетболу 2010.
Влітку 2011 року Новіцкі разом з Крісом Кейманом допомагали збірній на Чемпіонаті Європи з баскетболу 2011 року для кваліфікації на Олімпійські ігри 2012 в Лондоні. Але ціль не була досягнута — збірна Німеччини посіла лише 9 місце на турнірі.

## Профіль гравця

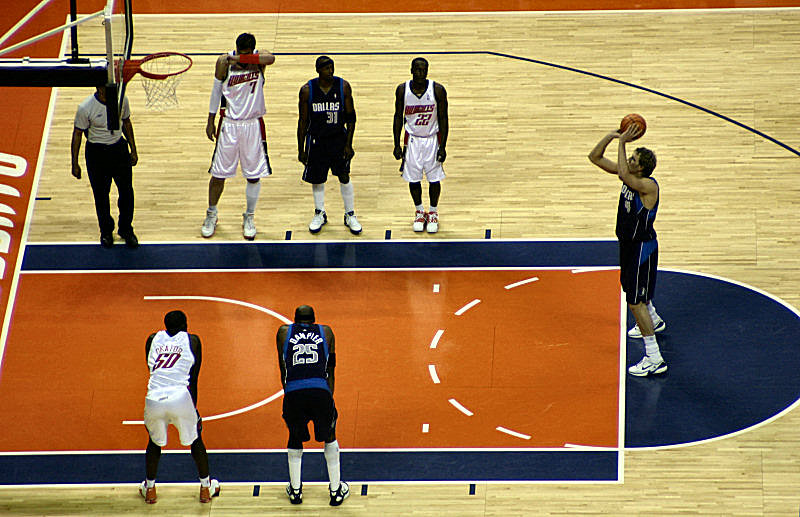
Новіцкі (на лінії штрафних) неперевершений виконавець штрафних кидків з середнім відсотком влучання 87,8%.

Новіцкі універсальний гравець передньої лінії, який протягом своєї кар'єри частіше грає на позиції важкого форварда, але також грає на позиції центрового, легкого форварда і розігруючого форварда. Дірк влучає в середньому 88% кидків зі штрафного, близько 50% двох-очкових і 40% трьох-очкових кидків, при цьому був тріумфатором конкурсу трьох-очкових кидків матчу всіх зірок НБА в 2006 році. В сезоні 2006-07 Новіцкі став лише 5 гравцем учасником клубу 50-40-90, гравці якого влучали в середньому за регулярний сезон не менше 50% двох-очкових, 40% трьох-очкових і 90% штрафних кидків, при цьому подолавши необхідний мінімум ліги НБА по кидкам в кожній категорії.
Протягом кар'єри Новіцкі, можна відмітити його збільшення продуктивності в іграх плей-оф. В регулярному сезоні він здобуває в середньому 22.9 очок, 8.3 підбирань в середньому за матч. В плей-оф його показники складають 25.9 очок, 10.3 підбирань в середньому за матч — таке досягнення підкорялося лише Хакіму Оладжьювону,Бобу Петтіту і Елджину Бейлору. В найбільш важких матчах, таких як матчі плей-оф на виліт, Дірк здобуває 28.8 очок, 11.8 підбирань в середньому за матч. Він провів 14 матчів на виліт, в яких здобував щонайменше 30 очок, що дорівнює показнику Джеррі Весту і більше нікому не було під силу. В списку найкращих 100 матчів на виліт за останні 20 років, Новіцкі виступив краще за інших в 8 з них, більше будь-який інший гравець НБА за цей період.
Поєднання високого відсотка влучень з високим зростом робить виконання його кидків унікальним, кидаючи з верхньої точки свого зросту — робить дуже важким завданням захисту його кидків. Крім того, він може вести м'яч з периметру до кільця, що під силу не багатьом гравцям з його зростом. NBA.com похвалили його універсальність, заявивши: «213 сантиметровий форвард, який може як центровий підібрати м'яч на щиті, а потім в наступній атаці реалізувати трьох-очковий — вселяє страх в опонентів.» Чарльз Барклі зауважив, що найкращий захист проти Новіцкі — це «заплющити очі і закурити». Коли один з високих захисників суперників обороняє Новіцкі, який відходить до лінії трьох-очкових, виникає ефект небезпеки для кошика супротивників, тому що статистика Новіцкі свідчить що він може підібрати м'яч під щитом в атаці і легко закинути з малої відстані, при цьому для решти команди створюється можливість для атаки, бо захист розтягнутий по майданчику. Часто в результаті цього партнери Дірка по команді мають можливість для атаки кошика.
Деякі критикують слабкість захисних дій Новіцкі, беручи до уваги те, що він робить лише 1 блок в середньому за гру і ніколи не потрапляв до Збірної всіх зірок захисту НБА. Однак, гра більше на периметрі не дає можливості йому знаходитися в типовій для важкого форварда позиції, яка б дозволила Дірку підвищити свої захисні статистичні показники. Незважаючи на заяви про слабкий захист, Новіцкі посідає 8 позицію по захисту серед активних гравців, що є кращим результатом ніж у Кобі Браянта, який потрапляв до Збірної всіх зірок захисту НБА 11 разів.
Новіцкі став 34 гравцем за історію НБА і першим європейцем, який подолав межу в 20000 очок за кар'єру. В доповнення до лідерства за історію команди Маверікс в кількості очок, підбирань, виконаних та реалізованих двох-очкових, трьох-очкових і штрафних кидків, Новіцкі потрапляв на Матч всіх зірок НБА 11 разів і в збірні всіх зірок НБА 12 разів. Він став найціннішим гравцем НБА в сезоні НБА 2006-07, ставши першим європейцем удостоєним цієї нагороди, а також здобув звання найціннішого гравця Фіналу НБА в 2011 році. Іншими нагороди, якими володіє Дірк — Чемпіон конкурсу трьох-очкових кидків 2006 року, Найцінніший гравець чемпіонату світу ФІБА 2002 року, Найцінніший гравець Євробаскету ФІБА 2005 року, Гравець року Містер Європа 2005 року, Гравець року за версією ФІБА Європа 2005 і 2011 років.
В 2013 році Майкл Джордан заявив, що Новіцкі один з чотирьох активних гравців (разом з Леброном Джеймс, Тімом Данканом і Кобі Браянта), яких можна назвати найвидатнішими в його еру баскетболу.

## Статистика кар'єри

### Статистика кар'єри в НБА

#### Регулярний сезон
| Сезон           | Команда         | GP    | GS    | MPG  | FG%   | 3P%   | FT%   | RPG | APG | SPG | BPG | PPG  |
| --------------- | --------------- | ----- | ----- | ---- | ----- | ----- | ----- | --- | --- | --- | --- | ---- |
| 1998-99         | Даллас Маверікс | 47    | 24    | 20.4 | 0.405 | 0.206 | 0.773 | 3.4 | 1.0 | 0.6 | 0.6 | 8.2  |
| 1999-00         | Даллас Маверікс | 82    | 81    | 35.8 | 0.461 | 0.379 | 0.830 | 6.5 | 2.5 | 0.8 | 0.8 | 17.5 |
| 2000-01         | Даллас Маверікс | 82    | 82    | 38.1 | 0.474 | 0.387 | 0.838 | 9.2 | 2.1 | 1.0 | 1.2 | 21.8 |
| 2001-02         | Даллас Маверікс | 76    | 76    | 38.0 | 0.477 | 0.397 | 0.853 | 9.9 | 2.4 | 1.1 | 1.0 | 23.4 |
| 2002-03         | Даллас Маверікс | 80    | 80    | 39.0 | 0.463 | 0.379 | 0.881 | 9.9 | 3.0 | 1.4 | 1.0 | 25.1 |
| 2003-04         | Даллас Маверікс | 77    | 77    | 37.9 | 0.462 | 0.341 | 0.877 | 8.7 | 2.7 | 1.2 | 1.4 | 21.8 |
| 2004-05         | Даллас Маверікс | 78    | 78    | 38.7 | 0.459 | 0.399 | 0.869 | 9.7 | 3.1 | 1.2 | 1.5 | 26.1 |
| 2005-06         | Даллас Маверікс | 81    | 81    | 38.1 | 0.480 | 0.406 | 0.901 | 9.0 | 2.8 | 0.7 | 1.0 | 26.6 |
| 2006-07         | Даллас Маверікс | 78    | 78    | 36.2 | 0.502 | 0.416 | 0.904 | 8.9 | 3.4 | 0.7 | 0.8 | 24.6 |
| 2007-08         | Даллас Маверікс | 77    | 77    | 36.0 | 0.479 | 0.359 | 0.879 | 8.6 | 3.5 | 0.7 | 0.9 | 23.6 |
| 2008-09         | Даллас Маверікс | 81    | 81    | 37.7 | 0.479 | 0.359 | 0.890 | 8.4 | 2.4 | 0.8 | 0.8 | 25.9 |
| 2009-10         | Даллас Маверікс | 81    | 80    | 37.5 | 0.481 | 0.421 | 0.915 | 7.7 | 2.7 | 0.9 | 1.0 | 25.0 |
| 2010-11         | Даллас Маверікс | 73    | 73    | 34.3 | 0.517 | 0.393 | 0.892 | 7.0 | 2.6 | 0.5 | 0.6 | 23.0 |
| 2011-12         | Даллас Маверікс | 62    | 62    | 33.5 | 0.457 | 0.368 | 0.896 | 6.8 | 2.2 | 0.7 | 0.5 | 21.6 |
| 2012-13         | Даллас Маверікс | 53    | 47    | 31.3 | 0.471 | 0.414 | 0.860 | 6.8 | 2.5 | 0.7 | 0.7 | 17.3 |
| За кар'єру      |                 | 1,108 | 1,077 | 36.1 | 0.475 | 0.381 | 0.877 | 8.2 | 2.6 | 0.9 | 1.0 | 22.6 |
| Матч всіх зірок |                 | 11    | 2     | 16.5 | 0.444 | 0.214 | 0.875 | 4.2 | 1.5 | 0.7 | 0.4 | 9.8  |

#### Плей-оф
| Сезон      | Команда         | GP  | GS  | MPG  | FG%   | 3P%   | FT%   | RPG  | APG | SPG | BPG | PPG  |
| ---------- | --------------- | --- | --- | ---- | ----- | ----- | ----- | ---- | --- | --- | --- | ---- |
| 2001       | Даллас Маверікс | 10  | 10  | 39.9 | 0.423 | 0.283 | 0.883 | 8.1  | 1.4 | 1.1 | 0.8 | 23.4 |
| 2002       | Даллас Маверікс | 8   | 8   | 44.6 | 0.445 | 0.571 | 0.878 | 13.1 | 2.3 | 2.0 | 0.8 | 28.4 |
| 2003       | Даллас Маверікс | 17  | 17  | 42.5 | 0.479 | 0.443 | 0.912 | 11.5 | 2.2 | 1.2 | 0.9 | 25.3 |
| 2004       | Даллас Маверікс | 5   | 5   | 42.4 | 0.450 | 0.467 | 0.857 | 11.8 | 1.4 | 1.4 | 2.6 | 26.6 |
| 2005       | Даллас Маверікс | 13  | 13  | 42.4 | 0.402 | 0.333 | 0.829 | 10.1 | 3.3 | 1.4 | 1.6 | 23.7 |
| 2006       | Даллас Маверікс | 23  | 23  | 42.7 | 0.468 | 0.343 | 0.895 | 11.7 | 2.9 | 1.1 | 0.6 | 27.0 |
| 2007       | Даллас Маверікс | 6   | 6   | 39.8 | 0.383 | 0.211 | 0.840 | 11.3 | 2.3 | 1.8 | 1.3 | 19.7 |
| 2008       | Даллас Маверікс | 5   | 5   | 42.2 | 0.473 | 0.333 | 0.808 | 12.0 | 4.0 | 0.2 | 1.4 | 26.8 |
| 2009       | Даллас Маверікс | 10  | 10  | 39.5 | 0.518 | 0.286 | 0.925 | 10.1 | 3.1 | 0.9 | 0.8 | 26.8 |
| 2010       | Даллас Маверікс | 6   | 6   | 38.8 | 0.547 | 0.571 | 0.952 | 8.2  | 3.0 | 0.8 | 0.7 | 26.7 |
| 2011       | Даллас Маверікс | 21  | 21  | 39.3 | 0.485 | 0.460 | 0.941 | 8.1  | 2.5 | 0.6 | 0.6 | 27.7 |
| 2012       | Даллас Маверікс | 4   | 4   | 38.5 | 0.442 | 0.167 | 0.905 | 6.3  | 1.8 | 0.8 | 0.0 | 26.8 |
| За кар'єру |                 | 128 | 128 | 41.2 | 0.463 | 0.380 | 0.893 | 10.3 | 2.6 | 1.1 | 0.9 | 25.9 |

#### Фінали НБА
| Сезон      | Команда         | GP | GS | MPG  | FG%   | 3P%   | FT%   | RPG  | APG | SPG | BPG | PPG  |
| ---------- | --------------- | -- | -- | ---- | ----- | ----- | ----- | ---- | --- | --- | --- | ---- |
| 2006       | Даллас Маверікс | 6  | 6  | 43.7 | 0.390 | 0.250 | 0.891 | 10.8 | 2.5 | 0.7 | 0.7 | 22.8 |
| 2011       | Даллас Маверікс | 6  | 6  | 40.3 | .416  | 0.368 | 0.978 | 9.7  | 2.0 | 0.7 | 0.7 | 26.0 |
| За кар'єру |                 | 12 | 12 | 42.0 | 0.404 | 0.310 | 0.931 | 10.3 | 2.3 | 0.7 | 0.7 | 24.4 |

### Статистика виступів на міжнародній арені
| Рік        | Змагання                         | GP | MPG  | FG%   | 3P%   | FT%   | RPG  | APG | SPG | BPG | PPG  |
| ---------- | -------------------------------- | -- | ---- | ----- | ----- | ----- | ---- | --- | --- | --- | ---- |
| 1997       | Кваліфікація на Євробаскет       | 1  | 3.0  | 0.000 | 0.000 | 0.000 | 0.0  | 0.0 | 0.0 | 0.0 | 0.0  |
| 1999       | Кваліфікація на Євробаскет       | 3  | 16.7 | 0.600 | 0.750 | 1.000 | 4.0  | 0.3 | 0.3 | 0.0 | 13.7 |
| 1999       | Євробаскет                       | 9  | 31.3 | 0.582 | 0.529 | 0.771 | 3.4  | 1.8 | 0.9 | 0.0 | 15.2 |
| 2001       | Євробаскет                       | 7  | 33.9 | 0.516 | 0.426 | 0.714 | 9.1  | 1.9 | 1.3 | 1.0 | 28.7 |
| 2002       | Чемпіонат світу з баскетболу     | 9  | 31.2 | 0.407 | 0.286 | 0.921 | 8.2  | 2.7 | 1.2 | 2.0 | 24.0 |
| 2003       | Євробаскет                       | 4  | 34.8 | 0.453 | 0.455 | 0.841 | 6.2  | 1.0 | 1.3 | 1.8 | 22.5 |
| 2005       | Кваліфікація на Євробаскет       | 5  | 32.4 | 0.500 | 0.364 | 0.809 | 11.6 | 2.2 | 1.8 | 0.8 | 23.6 |
| 2005       | Євробаскет                       | 7  | 36.9 | 0.411 | 0.371 | 0.885 | 10.6 | 1.7 | 1.1 | 1.9 | 26.1 |
| 2006       | Чемпіонат світу з баскетболу     | 9  | 33.6 | 0.434 | 0.286 | 0.823 | 9.2  | 2.8 | 1.0 | 0.6 | 23.2 |
| 2007       | Євробаскет                       | 9  | 33.9 | 0.432 | 0.313 | 0.860 | 8.7  | 1.6 | 0.9 | 0.9 | 24.0 |
| 2008       | Кваліфікація на Олімпійські ігри | 5  | 31.2 | 0.500 | 0.435 | 0.922 | 8.2  | 2.6 | 0.2 | 1.0 | 26.6 |
| 2008       | Олімпійські ігри                 | 5  | 28.4 | 0.419 | 0.417 | 0.958 | 8.4  | 0.6 | 0.2 | 0.0 | 17.0 |
| 2011       | Євробаскет                       | 8  | 29.9 | 0.442 | 0.421 | 0.933 | 6.6  | 1.4 | 0.4 | 0.4 | 19.5 |
| За кар'єру |                                  | 81 | 31.6 | 0.457 | 0.382 | 0.855 | 7.1  | 1.8 | 0.9 | 0.9 | 22.0 |

## Кар'єрні досягнення
В НБА
- Чемпіонство НБА: 2011
- Найцінніший гравець Фіналу НБА: 2011
- Найцінніший гравець НБА: 2007
- Матч всіх зірок НБА: 2002–2012
- Перша збірна всіх зірок НБА: 2005–2007, 2009
- Друга збірна всіх зірок НБА: 2002–2003, 2008, 2010–2011
- Третя збірна всіх зірок захисту НБА: 2001, 2004, 2012
- Чемпіон конкурсу трьох-очкових кидків: 2006
- Дворазовий чемпіон фіналу Західної конференції: 2006, 2011
- Перший європеєць в складі стартової п'ятірки матчу всіх зірок НБА: 2007
- Єдиний гравець НБА який реалізував 150 трьох-очкових кидків і зробив 100 блокшотів за регулярний сезон: 2001
- Один з чотирьох гравців НБА, які здобували в плей-оф не менше 25 очок і 10 підбирань в середньому за матч (25.9 очок, 10.3 підбирань у Дірка станом на 5 травня 2012 року)
- Один з п'яти гравців, які входять до клубу НБА 50-40-90: 2007
- Один з п'яти одинадцяти гравців, які завоювали чемпіонство НБА, звання Найціннішого гравця регулярного сезону і плей-оф НБА, а також не менше 10 разів брали участь у Матчі всіх зірок НБА.
- Один з трьох гравців, які подолали ланку в 1000 блокшотів і трьох-очкових кидків за свою кар'єру.
- Є рекордсменом за кількістю реалізованих штрафних кидків в одному розіграші плей-оф, закинувши 205 кидків: 2006
- В першій грі фіналу Західної Конференції, встановив рекорд плей-оф НБА за кількістю реалізованих штрафних кидків без промаху, влучивши 24 кидка.
- 29 жовтня 2010 року серія влучень штрафних кидків без промаху, закінчилася на 82 кидку, коли він не влучив штрафний кидок в матчі з Мемфіс Ґріззліс. З того часу він займає третю сходинку в таблиці лідерів за цим показником.
- Лідер за історію команди Маверікс за кількістю очок, підбирань, виконаних та реалізованих двох-очкових, трьох-очкових і штрафних кидків

В складі національної збірної Німеччини з баскетболу
- Чемпіонат світу з баскетболу 2002 року: бронзові медалі, Найцінніший і найрезультативніший гравець турніру, вибраний в команду найкращих гравців турніру
- Євробаскет 2005 року: срібні медалі, Найцінніший і найрезультативніший гравець турніру, вибраний в команду найкращих гравців турніру
- Чемпіонат світу з баскетболу 2006 року, Євробаскет 2001 і 2007 року: найрезультативніший гравець турніру, вибраний в команду найкращих гравців турніру
- Goldener Ehrenring (почесне золоте кільце) DBB (Німецька Баскетбольна Федерація): 2007
- Другий найрезультативніший гравець (983 очок) за історію Євробаскету (Станом на вересень 2011 року)
- Найрезультативніший гравець національної збірної Німеччини з баскетболу (2912 очок в 141 офіційних матчах, Станом на вересень 2011 року)

Інші досягнення
- Найцінніший гравець німецької баскетбольної ліги: 1999
- Шестиразовий володар звання Найкращий європейський баскетболіст року: 2002–2006, 2011
- Гравець року Містер Європа: 2005
- Гравець року за версією ФІБА Європа: 2005, 2011
- П'ятиразовий учасник команди найкращих гравців Європи: 2005–2008, 2011
- Прапороносець олімпійської збірної Німеччини на церемонії відкриття Олімпійських ігор 2008
- Найкращий гравець за версією ESPY: 2011
- Найкращий спортсмен за версією ESPY: 2011
- Учасник учасник команди найкращих гравців за версією ESPY в складі Даллас Маверікс: 2011
- Друга збірна НБА за десятиліття за версією Sports Illustrated: 2000–2009
- Silbernes Lorbeerblatt: 2011
- Спортперсона року в Німеччині: 2011
- Нагорода Спадщина Нейсміта: 2012

## Особисте життя
Старша сестра Новіцкі, Сільке Новіцкі, описала його як людину впевнену зі стриманим характером і не розбещену грошима. Він також з задоволенням читає та грає на саксофоні. Новіцкі отримав атестат Ронтгенськох Гімназії міста Вюрцбург. Також він заснував благодійний Фонд Дірка Новіцкі, який бореться з бідністю в Африці.
Новіцкі зустрічався за Сібіль Жерер, яка грала за жіночу баскетбольну команду DJK Würzburg. Стосунки між ними розпочалися в 1992 році і тривали 10 років; Новіцкі висловився так, «Наприкінці, ми з'ясували що наші шляхи розходяться в різні боки… Між нами немає стосунків, але ми залишилися хорошими друзями.» Він додав до цього: «Звичайно я хочу створити сім'ї і мати дітей, але не можу уявити щоб це сталося, доки мені не стане 30 років.»
В 2010 році Новіцкі зустрівся і почав зустрічатися з Джессікою Олссон, сестрою близнюків шведських футболістів Мартіна Ульссона і Маркуса Ульссона. Дірк і Джессіка одружилися 20 липня 2012 року, в будинку Новіцкі в Далласі.
Новіцкі має тісні зв'язки зі своїм наставником Хольгером Гешвінднером, якого він називає своїм найкращим другом. Він також є хорошим другом колишнього партнера по команді Стіва Неша. Неш розказав як він грав з Новіцкі: «Ми вдвох були раді долучитися до нової команди, жити в новому місті, ми обидва були одинокі і відчуженні: це створило зв'язок… Він зробив життя для мене легшим, а я для нього…наша дружба була цілковитою в дуже мінливому світі.» Новіцкі додав до цього: «Він все одно став би мені хорошим другом, навіть якщо би ми зустрілися в супермаркеті.»

## Книжки
Кар'єра Новіцкі було темою книги Дірк Новіцкі: Німецькій Вундеркінд, яку написали німецькі спортивні журналісти Діно Рейзнер і Хольгер Сауер. Вони була опублікована в 2004 році видавництвом CoPress Munich під стандартом ISBN 3-7679-0872-7. 160 сторінкова книга в твердій палітурці розкриває шлях сходження зірки Новіцкі від початку в його рідному місті Вюрцбург і до вступу в НБА, закінчуючи розповідь на сезоні НБА 2004-05.
В листопаді 2011 в Вюрцбургу місцева газета Main-Post опублікувала 216 сторінкову книгу, написану спортивними журналістами Юргеном Хольпфом і Фабіаном Фрюнвірсом: Einfach Er — Dirk Nowitzki — Aus Würzburg an die Weltspitze, ISBN 3-925232-73-7 (Лише він — Дірк Новіцкі — Від Вюрцбургу до вершини світу). Обидва журналісти супроводжували Новіцкі протягом його кар'єри з її початку і зібрали для книги всі інтерв'ю і фото, які вони робили з Новіцкі протягом років. В книзі розглядається фінал НБА 2011, але також звертає увагу на відношенні Новіцкі до свого рідного міста Вюрцбург і прогресу його кар'єри, яка почалася в Вюрцбургу. До неї входять спогади тренерів, членів сім'ї і друзів Дірка.